# チルドレンズ・ミュージアム

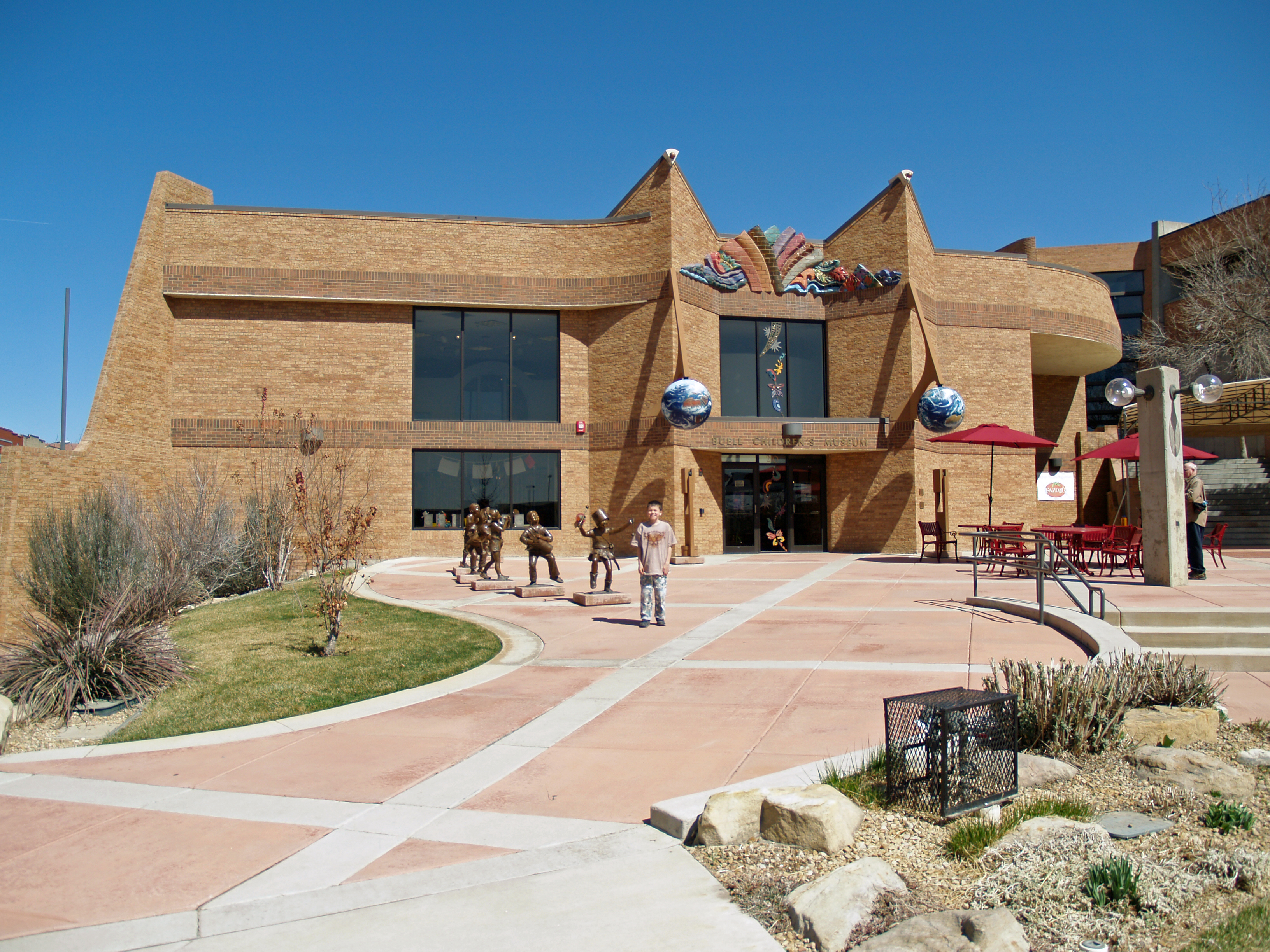
コロラド州プエブロにあるブエル・チルドレンズ・ミュージアムは、アメリカ合衆国の「チャイルド・マガジン」誌で#2ランクの評価を受けている。

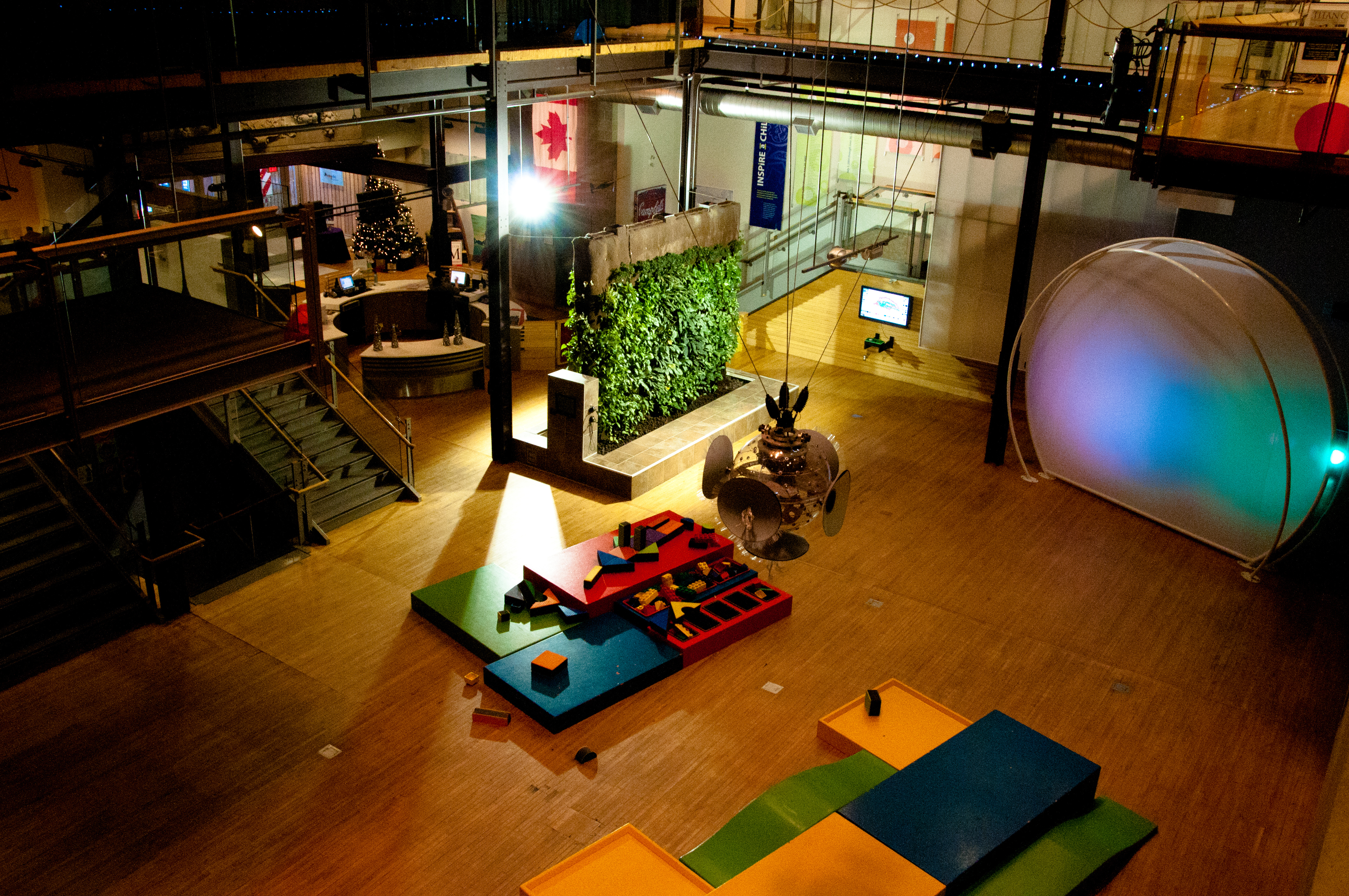
カナダ、キッチナーのチルドレンズ・ミュージアム

チルドレンズ・ミュージアム（Children's museums）、子供博物館（こどもはくぶつかん）は、子どもたちの体験学習を刺激する展示とプログラムを提供する教育施設である。展示物に手を触れることを固く禁じられている伝統的な博物館、美術館と対照的に、チルドレンズ・ミュージアムの特徴は、子どもたちに触ったり触れて (これをハンズオンという) もらって、相互交流的な展示を行っているという点にある。このような展示の拝見になっている考え方は、そういう触ったり、触れたりという活動は、特に小さな子どもにとっては教えてあげることと同じくらい教育的なのだというものである。ほとんどのチルドレンズ・ミュージアムは、NPOによって維持されボランティアやごく僅かな専従職員によって運営されている。
チルドレンズ・ミュージアムの国際組織には、1962年にアメリカ青少年博物館協会として設立され、1997年には23ヵ国、341の博物館が参加するまでになったチルドレンズ・ミュージアム協会 (ACM、the Association of Children's Museums) や1994年に設立され、同じく2007年の時点で34ヵ国に会員を持つハンズオン・ヨーロッパ・チルドレンズミュージアム協会(HOIE、The Hands On! Europe Association of Children's Museum) がある。ACMの会員の多くのミュージアムは、そのいずれかのミュージアムの会員に対して無料で入場を認める互恵的な関係を持っている。

## 歴史

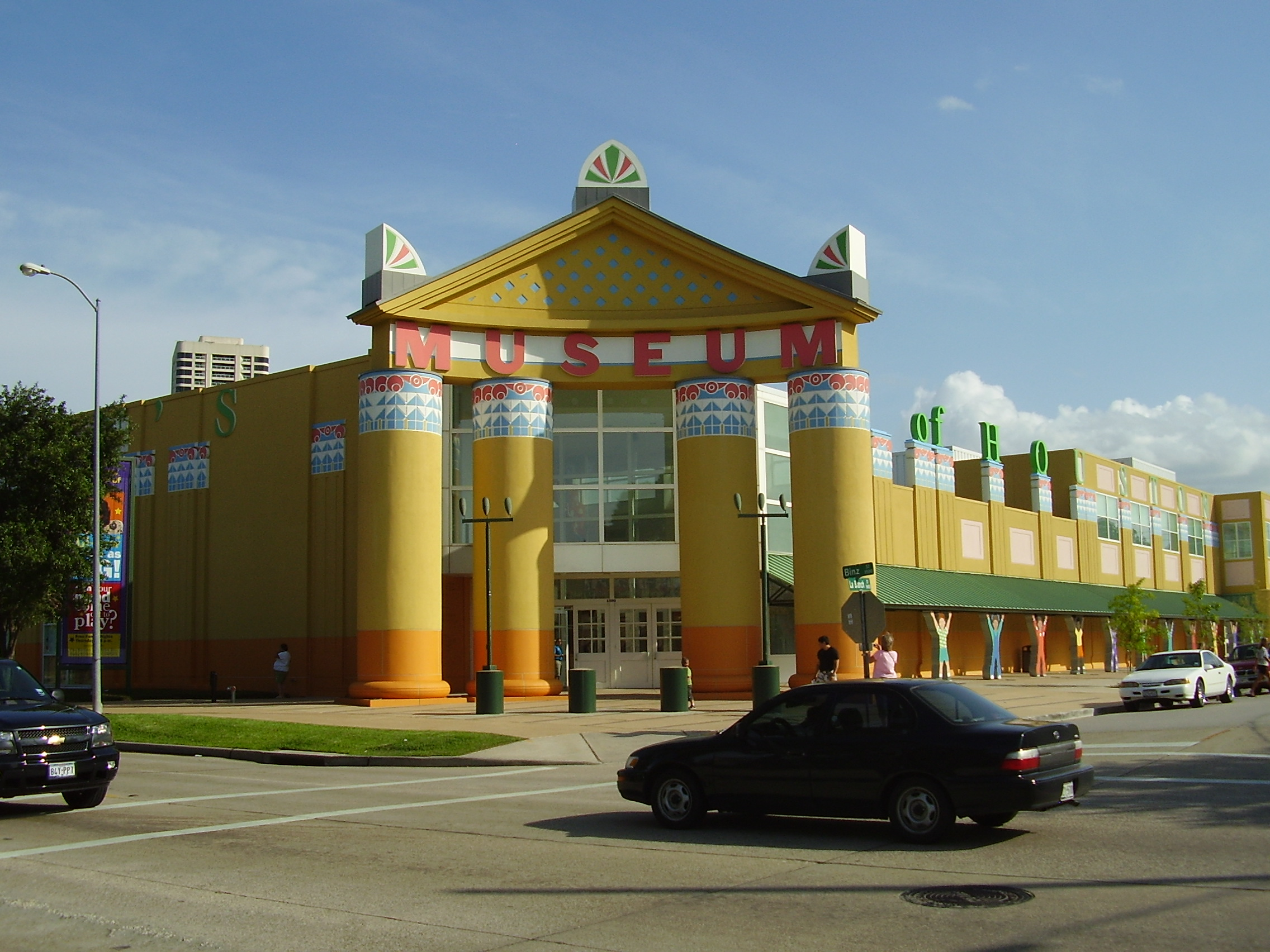
ヒューストン・チルドレンズ・ミュージアム

世界で最初のチルドレンズ・ミュージアムは、1899年に開館したブルックリン・チルドレンズ・ミュージアム(en:Brooklyn Children's Museum)である。以後、以下の5つのミュージアムが順次開館している。
- ボストン・チルドレンズ・ミュージアム (1913年)[4]
- The デトロイト チルドレンズ・ミュージアム (1917年)[5]
- インディアナポリス子供博物館　(1925年)[6] – ACMによれば、これが世界で最大規模のチルドレンズ・ミュージアムとされている[2]。
- チルドレンズ・ミュージアム(ウエスト・ハートフォード、コネチカット州) (1927年)[7]
- ダルース(ミネソタ州)チルドレンズ・ミュージアム (1930年)[8]

1975年にはアメリカ合衆国におよそ38ヵ所のチルドレンズ・ミュージアムが存在した。その後、1976年から1990年までの間に80ヵ所のミュージアムが開館し、1990年から2007年までの間に、さらに130ヵ所以上のミュージアムが開館している。
2007年には、ACMは、なおおおよそ80ヵ所のミュージアムが建設計画中としている。
チルドレンズ・ミュージアムの考え方は、アメリカ合衆国から世界中に広まってきた。
ベルギーのブリュッセルの子どものミュージアム(Le Musée des Enfants)は、ボストン・チルドレンズ・ミュージアムから着想して1978年に開館したボストン・ミュージアムは、その他にも1994年に開館したマニラの子どもミュージアム(the Museo Pambata)の手本にもなっている。ヴェネズエラのカラカス・チルドレンズ・ミュージアムは、1982年に開館し、ラテンアメリカでの最初のミュージアムとなっている。コロンビアのボゴタ・チルドレンズ・ミュージアムが、1986年の開館でそれに続くものである。
イギリス、ハリファックスの発見!子どものためのミュージアム(en:Eureka! (museum))は、1992年に開館し、イギリスの最初のハンズオンをモットーとしたチルドレンズ・ミュージアムとなった。オーストリアの最初のチルドレンズ・ミュージアムは、ウィーンのズーム・チルドレンズ・ミュージアムで1994年の開館である。韓国の最初のミュージアムは、1995年開館のソウルのサムスンチルドレンズ・ミュージアムで、世界的企業サムスン文化財団がスポンサーになっている 。日本で最初のチルドレンズ・ミュージアムは、キッズプラザ大阪であり、1997年に開館した。